# Cantone di Condé-sur-l'Escaut
Il Cantone di Condé-sur-l'Escaut era una divisione amministrativa dell'arrondissement di Valenciennes.
È stato soppresso a seguito della riforma complessiva dei cantoni del 2014, che è entrata in vigore con le elezioni dipartimentali del 2015.
Comprendeva i comuni di:
- Condé-sur-l'Escaut
- Crespin
- Escautpont
- Fresnes-sur-Escaut
- Hergnies
- Odomez
- Saint-Aybert
- Thivencelle
- Vicq
- Vieux-Condé